# Mausoleo di Tamerlano
Il mausoleo di Tamerlano (in persiano گور امیر‎, Gur-e Amir) è il mausoleo del conquistatore mongolo Timur, meglio conosciuto in occidente come Tamerlano.
Il mausoleo si trova nella città di Samarcanda nell'attuale Uzbekistan. Occupa un posto fondamentale nella storia della architettura islamica e in particolare per lo stile azero dell'architettura, inoltre fu precursore e modello per le posteriori grandi tombe dell'architettura Moghul, tra cui la tomba di Humayun a Delhi ed il Taj Mahal ad Agra. Il complesso è stato oggetto di importanti restauri.

## Costruzione

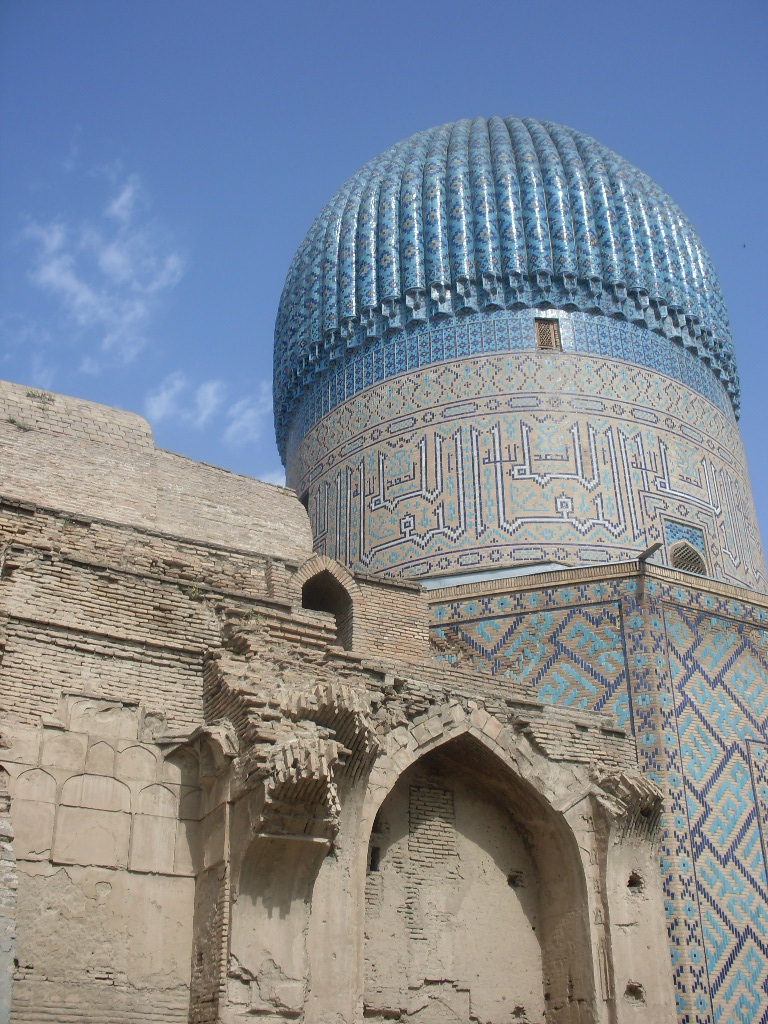
Il mausoleo con la caratteristica cupola azzurra.

Gur-e Amir significa in persiano "tomba del re". Il complesso contiene le tombe di Tamerlano, dei suoi figli Shah Rukh e Miran Shah e dei nipoti Ulug Beg e Muhammad Sultan. Viene onorato anche Mir Sayyid Baraka, maestro di Tamerlano.
La parte più antica del complesso fu costruita verso la fine del XIV secolo per ordine di Muhammad Sultan. Attualmente rimangono solo le fondazioni della madrassa e della khanaka, il portale di ingresso ed una parte di uno dei quattro minareti.
La costruzione del mausoleo vero e proprio ebbe inizio nel 1403, in seguito alla morte improvvisa di Muhammad Sultan, nipote preferito da Tamerlano ed erede designato. Lo stesso Tamerlano aveva costruito per sé una tomba di minori dimensioni a Shahrisabz, vicino al palazzo dell'Aq Saray, ma quando questi morì nel 1405 - durante la sua campagna per la conquista della Cina - tutti i passi di montagna che conducevano a Shahrisabz erano inagibili per la neve, e il condottiero dovette esser seppellito qui. Ulug Beg, un alto nipote di Tamerlano, completò l'opera; durante il suo regno il mausoleo diventò la cripta di famiglia della dinastia timuride.

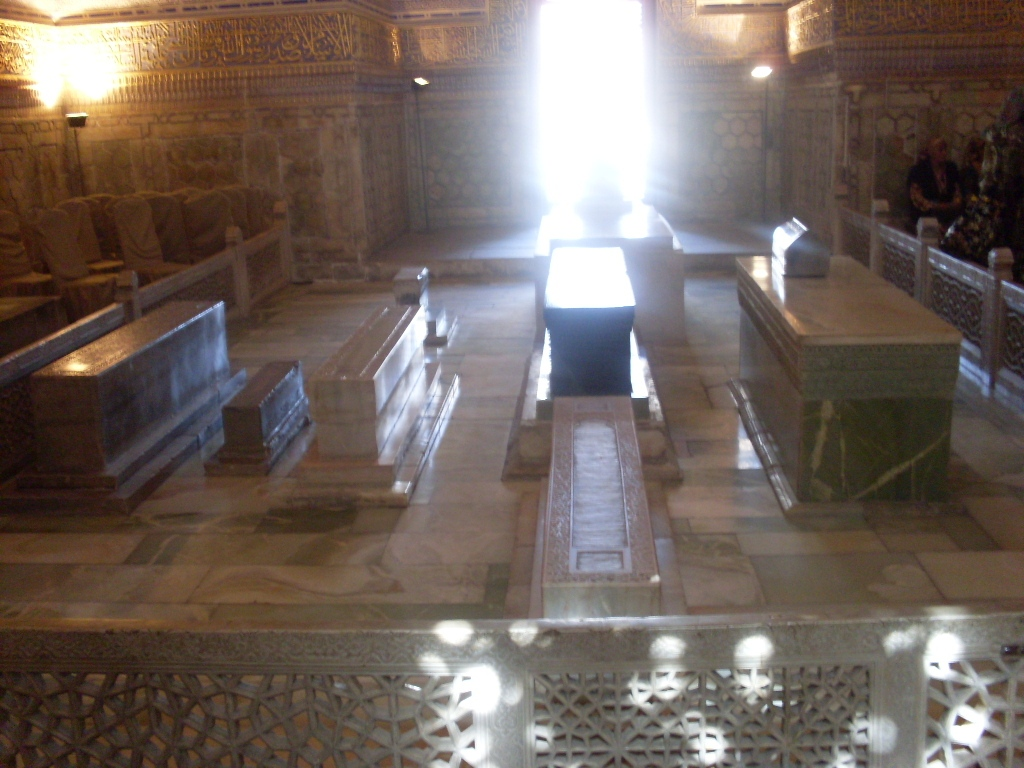
Il mausoleo

## Architettura

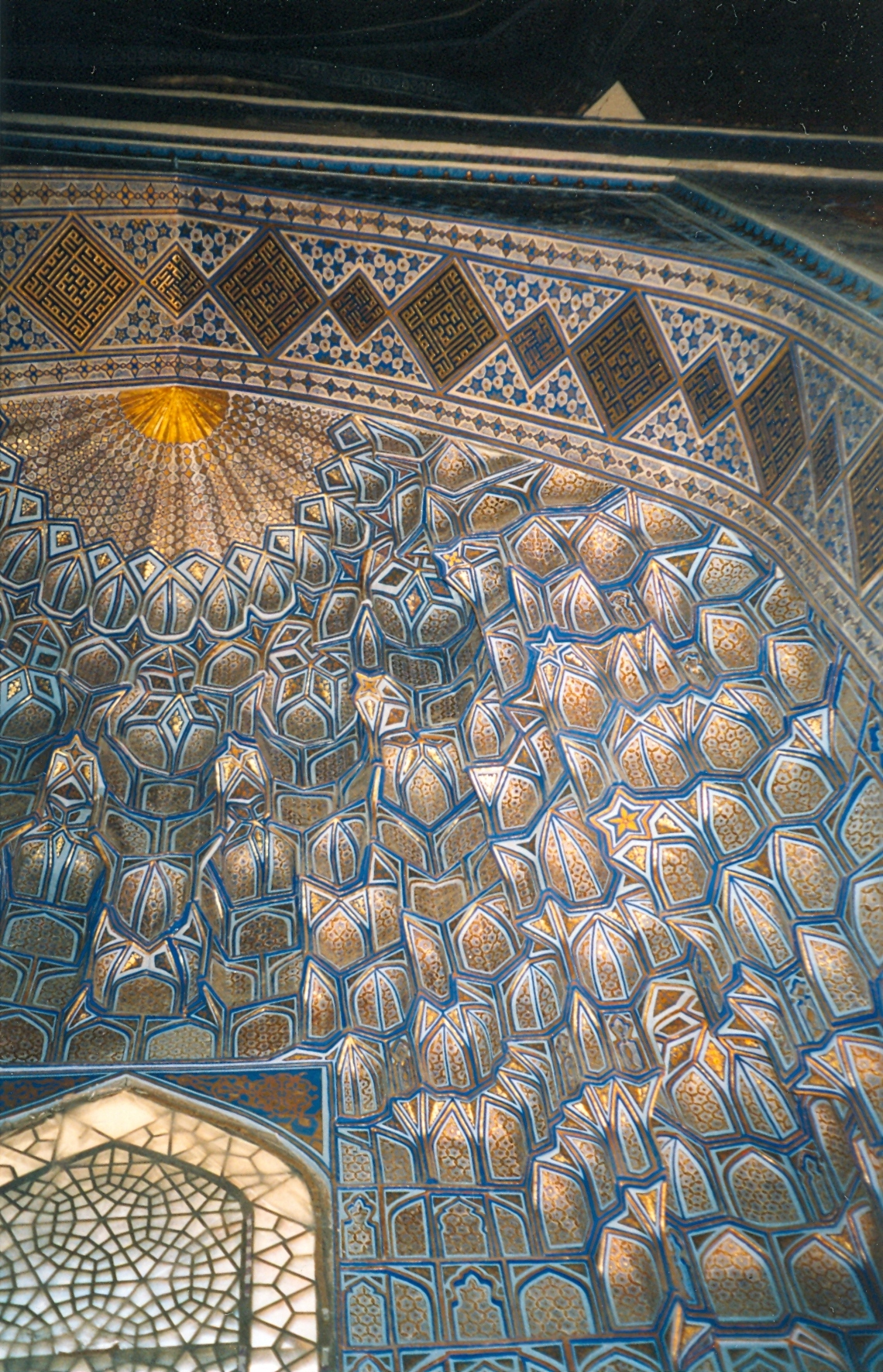
Interno del mausoleo: nicchie profonde e diverse decorazioni a muqarnas.

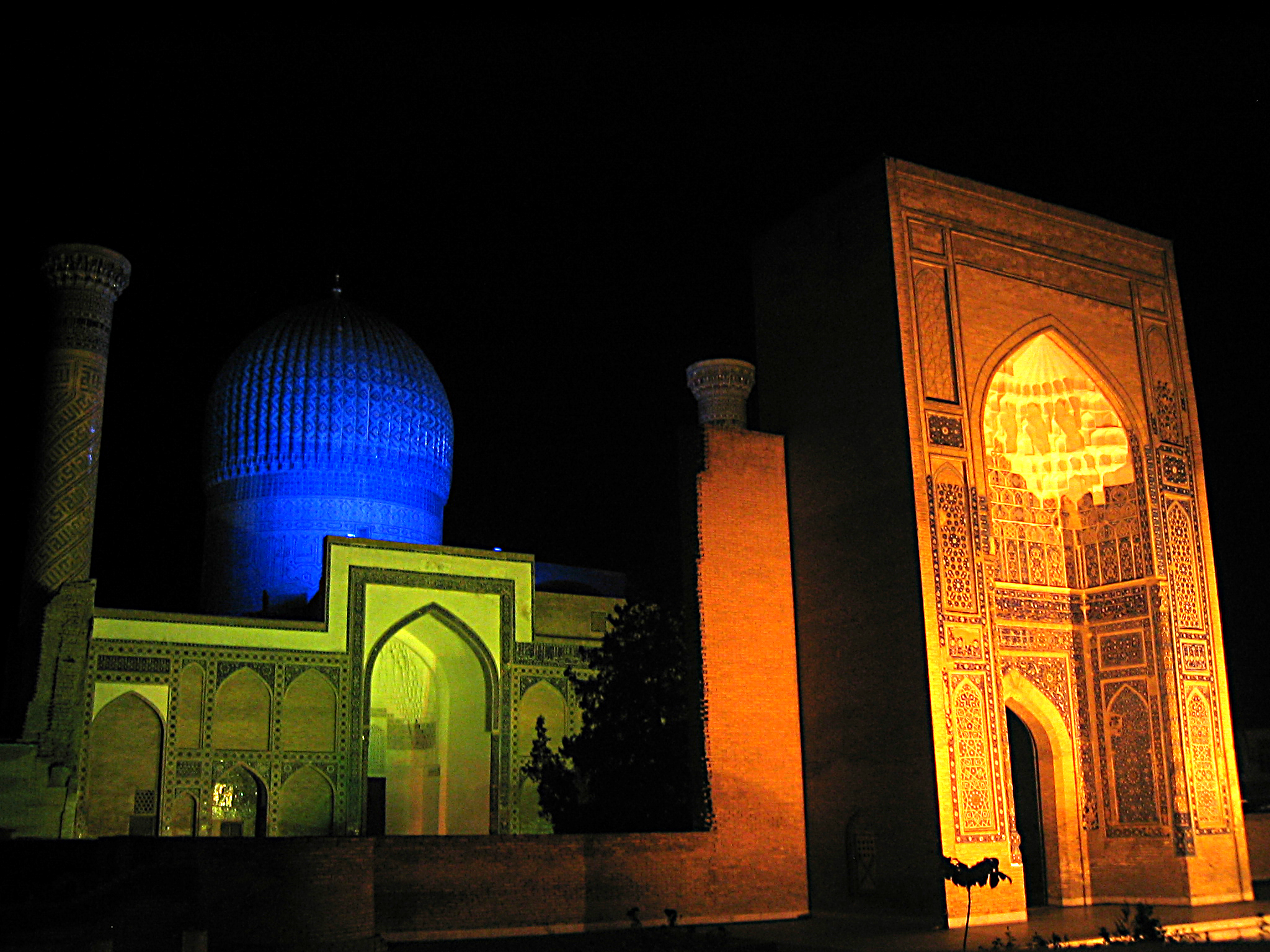
Vista notturna del Gur-e Amir.

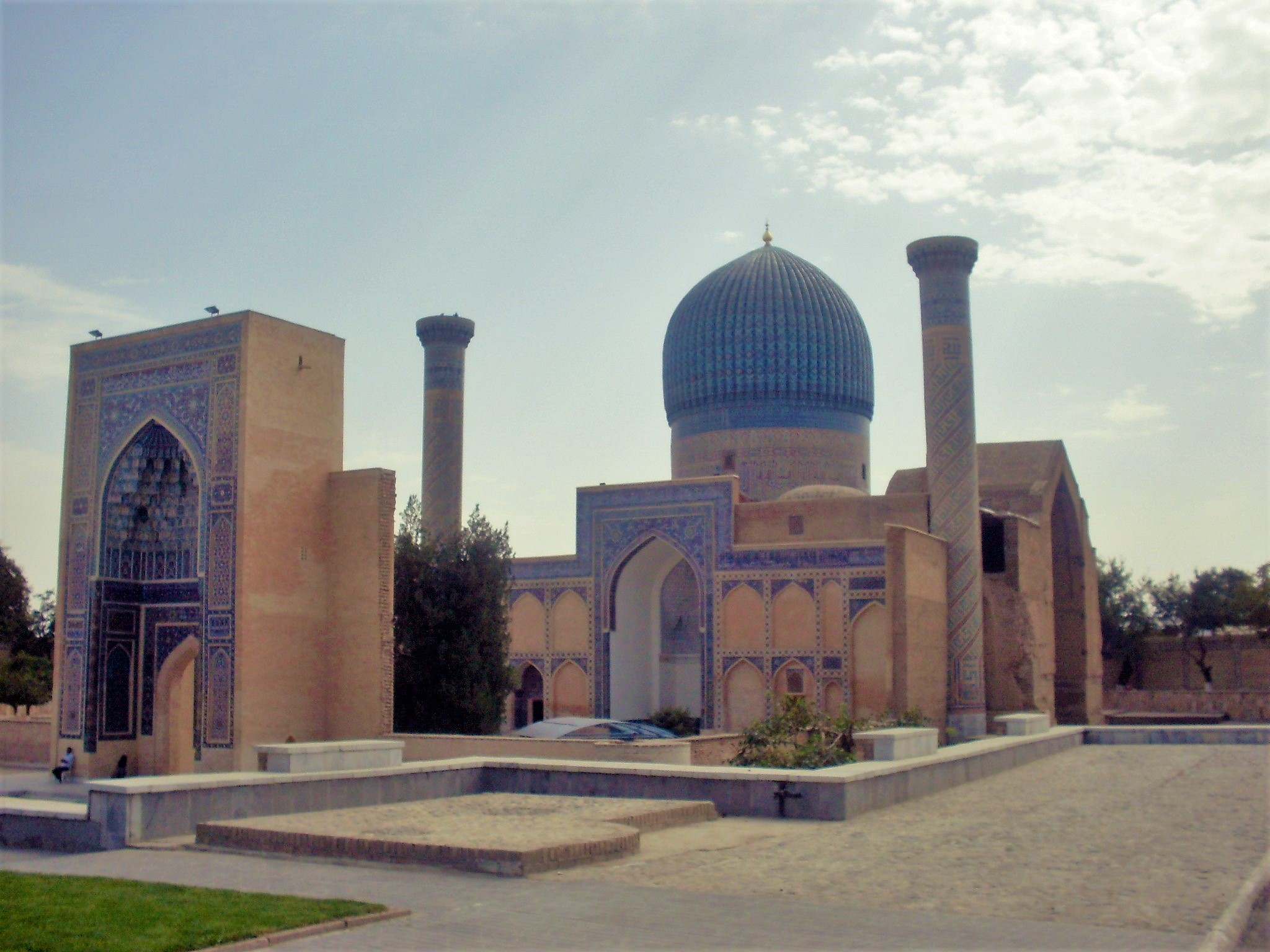
Il cortile geometrico che circonda la tomba con Iwan e cupola.

Il portale d'ingresso al complesso di Muhammad Sultan è decorato con mattoni incisi e vari mosaici. Le decorazioni del portale furono realizzate dall'esperto maestro Muhammad bin Mahmud Isfahani.
Esternamente il Gur-e Amir si presenta come un edificio ad una cupola. È noto per la semplicità della costruzione e per la sua contemporanea solenne monumentalità: si presenta come un edificio ottagono coronato da una cupola azzurra scanalata. La decorazione esterna della muratura consiste di piastrelle blu, bianche e azzurre disposte secondo motivi geometrici, insieme ad epigrafi poste su una base in mattoni di terracotta. La cupola (15 metri di diametro e 12,5 di altezza) è anch'essa di colore blu brillante, decorata da stelle ed punti bianchi. Le scanalature sono fortemente evidenziate. 
Il portale fu costruito durante il regno di Ulug Beg per permettere infine l'ingresso all'interno del mausoleo.
Internamente il Gur-e Amir appare come una vasta ed alta sala dotata di nicchie profonde sui lati e variamente decorata. La porzione inferiore delle murature è composta da lastre di onice, montate come a formare un'unica fascia. Ognuna di queste lastre è finemente decorata con pitture. Al sopra dei pannelli si trova una cornice sporgente in marmo. Ampie porzioni delle murature sono decorate con intonaci dipinti; gli archi e l'interno della cupola sono invece trattati con altorilievi di cartapesta, dorati o dipinti.
Le lapidi decorate a intarsio presenti nella stanza interna del mausoleo indicano l'attuale ubicazione delle tombe, in una cripta posta direttamente al di sotto della camera principale. Sotto il regno di Ulug Beg un blocco di giada color verde scuro venne piazzato sopra la tomba di Tamerlano. In precedenza, questa pietra era stata oggetto di venerazione all'interno del palazzo dell'imperatore cinese e, a seguire, trono di Kabek Khan (un discendente di Gengis Khan) nel Karshi.
Vicino alla tomba di Tamerlano si trovano le sepolture dei suoi figli Shah Rukh e Miran Shah ed anche dei nipoti Muhammad Sultan e Ulugh Beg. Riposa qui anche il maestro spirituale di Tamerlano, Mir Said Baraka.

## Eventi successivi

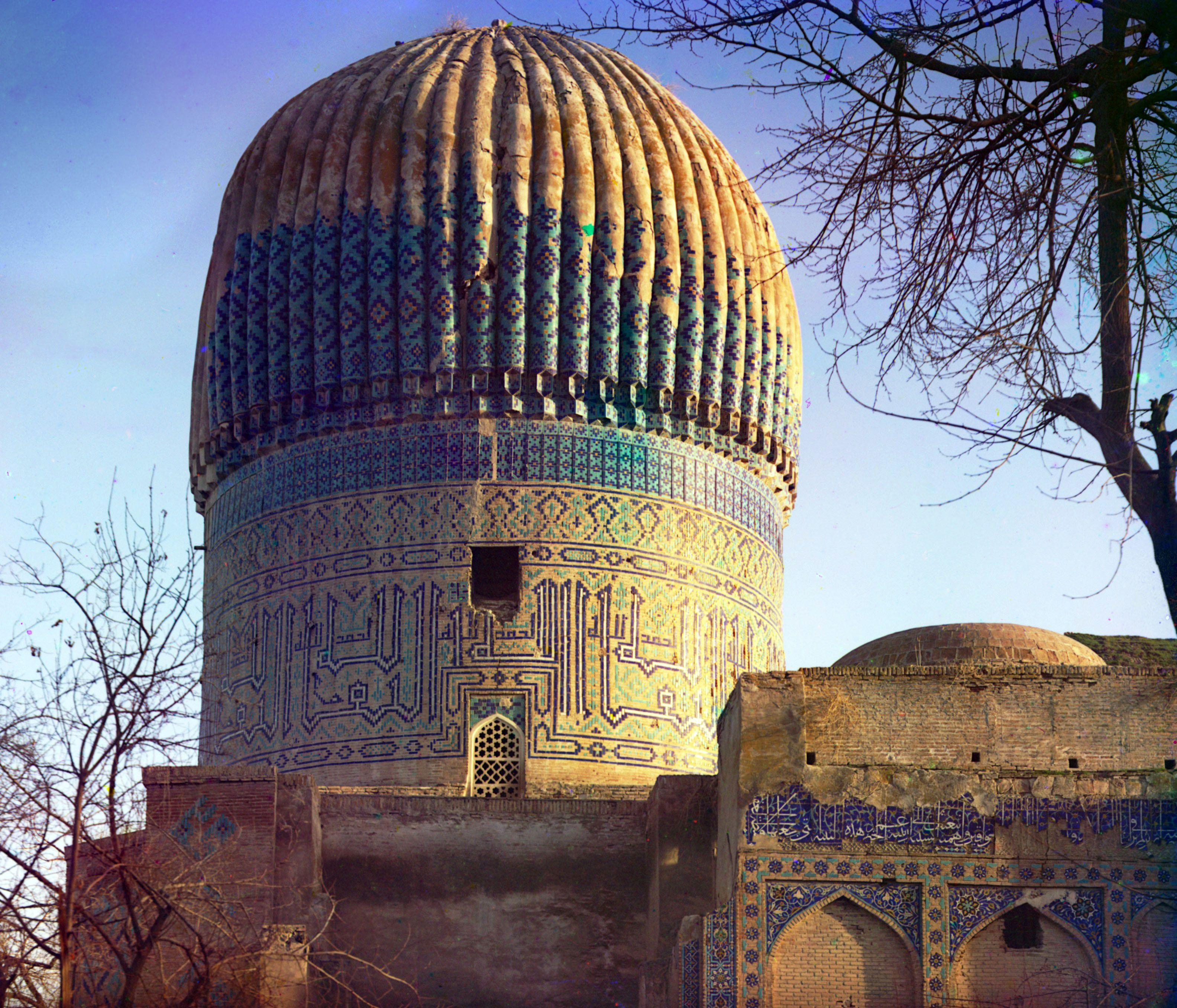
Cupola della tomba di Tamerlano.

Nel 1740, il condottiero persiano Nadir Shah tentò di asportare la pietra tombale, ma questa si ruppe in due: ciò fu interpretato come cattivo presagio e i suoi consiglieri gli suggerirono di lasciare la pietra laddove l'aveva trovata. La seconda volta la pietra fu spostata il 19 giugno 1941, quando ebbero accesso alla cripta gli archeologi sovietici. L'antropologo Mikhail Mikhaylovich Gerasimov (in russo Михаи́л Миха́йлович Гера́симов?) riuscì a ricostruire i tratti somatici di Tamerlano a partire dal suo teschio e confermò sia l'altezza di 172 centimetri che la conformazione ossea di un uomo claudicante.
Furono ottenute inoltre ulteriori informazioni riguardanti l'assassinio di Ulug Beg e confermata l'autenticità delle altre sepolture presenti. In seguito, però, alcuni credettero che la maledizione avesse colpito nuovamente, dato che la Germania nazista occupò la Russia solamente tre giorni dopo. L'iscrizione sulla tomba infatti così recita: Chiunque violi la mia quiete in questa vita o nell'altra, sarà soggetto a inevitabili punizioni e miseria. Curiosamente, lo scheletro di Tamerlano e quello del nipote Ulug Beg furono nuovamente inumati secondo il rito islamico nel novembre 1942, giusto all'inizio della battaglia di Stalingrado.

## Monumenti vicini
Alcuni studiosi ritengono che il Gur-e Amir, il Mausoleo di Ruhabad e il Mausoleo di Aksaray costituiscano un unico complesso, data la loro vicinanza.
Il mausoleo di Ruhabad, risalente al XIV secolo, è un piccolo edificio all'interno del quale si dice siano contenuti i capelli di Maometto. La madrasa ad unico livello accoglie oggi botteghe artigiane, mentre è ancora attiva la moschea contigua alla madrasa stessa. Le tre parti si combinano in unica vista d'insieme esterna.
Il mausoleo di Aksaray (XV secolo), ora restaurato, è situato su una strada secondaria alle spalle del Gur-e Amir.